# Строительство 513
Строи́тельство 513 (Управле́ние строи́тельства № 513 и исправи́тельно-трудово́й ла́герь) — подразделение, действовавшее в системе исправительно-трудовых учреждений СССР.

## История
Строительство 513 было создано в 1952 году. Управление Строительства 513 располагалось первоначально в селе Чугуевка (ныне посёлок с одноимённым названием), Приморский край. В оперативном командовании оно подчинялось первоначально Главному управлению лагерей железнодорожного строительства (ГУЛЖДС), а позднее — ГУЛАГу Министерства юстиции СССР.
Максимальное единовременное количество заключённых могло составлять более 3000 человек.
Строительство 513 прекратило своё существование в 1953 году.

## Производство
Основным видом производственной деятельности заключённых было строительство железной дороги Варфоломеевка — Чугуевка.